# Минскер, Яков Григорьевич
Яков Григорьевич Минскер (Минский) (19 декабря 1891, Киев — 24 сентября 1934, Москва) — советский разведчик, консул в Персии, вице-консул в Шанхае, корреспондент ТАСС и резидент ОГПУ СССР в Турции.

## Биография
Родился в еврейской семье портного. Через год отец умер. В 1903 поступил в Киевское художественное училище, из которого был отчислен в 1906 за участие в забастовке учащихся. В 1911 вступил в партию эсеров и 26 октября 1912 был арестован. В ноябре 1913 по 102-й статье «Уложения о наказаниях» был приговорён к ссылке на поселение в Иркутскую губернию. Из ссылки сразу же бежал в Одессу, оттуда в Полтаву, однако затем вернулся обратно в Иркутск, где вплоть до Февральской революции работал конторщиком.
После Февральской революции был избран в Иркутский Совет рабочих и солдатских депутатов. В апреле того же года вернулся в Киев, работал в эсеровском издательском товариществе. C августа по октябрь 1917 служил в царской армии в инженерной дружине. В ноябре 1917 вновь отправился в Иркутск, где принял участие в подавлении восстания юнкеров. За сотрудничество с советской властью был исключён из партии эсеров, но вступил в партию левых эсеров от которой был избран в Совет рабочих и солдатских депутатов. На 2-м съезде Советов Сибири избран в ЦИК Советов Сибири (Центросибирь), заведовал в нём информационным отделом. В августе того же года, после переезда Центросибири в Верхнеудинск, избран в президиум ЦИК Центросибири.
После поражения Советской власти в Сибири ушёл в подполье и был избран в подпольный ревком во Владивостоке. В декабре 1918 вступил в РКП(б). 22 января 1919 был арестован колчаковской контрразведкой и до 31 января 1920 находился во владивостокской тюрьме. После освобождения уполномоченный Приморского краевого комитета РКП(б), а затем Дальбюро ЦК РКП(б) в полосе отчуждения КВЖД. Руководил работой профсоюзов в Харбине, был одним из организаторов всеобщей забастовки служащих КВЖД. После прихода каппелевцев был избран в ревком и в августе 1920 был назначен уполномоченным Военного совета Амурского фронта в Северной Маньчжурии. С октября того же года уполномоченный (резидент) Разведупра Штаба РККА в Северной Маньчжурии, организовал там агентурную сеть. В феврале 1921 выехал в Читу, а затем в Иркутск, где в течение года был заместителем уполномоченного ИККИ по работе на Дальнем Востоке.
С февраля 1922 в Москве — сотрудник ИНО ОГПУ. В 1922—1924 находился на разведывательной работе в Персии под прикрытием должности консула, работал в Казвине, Барфруше, Мазандеране, Астрабаде, Хорасане, Бендер-Бушире. С мая 1925 — в центральном аппарате ОГПУ в Москве. С декабря 1925 находился в Шанхае под прикрытием должности вице-консула. В декабре 1926 назначен резидентом ИНО ОГПУ в Турции, действовал под прикрытием должности атташе полномочного представительства. В 1929 был отозван в СССР и работал в центральном аппарате внешней разведки. Затем начальник ИНО ПП ОГПУ по Средней Азии. С 1933 начальник 3-го отделения (Дальнего Востока) ИНО ОГПУ, начальник отделения Особого отдела ГУГБ НКВД СССР.
Умер в Москве. Урна с прахом захоронена в колумбарии бывшего 1-го крематория на Донском кладбище.